# Свята Монако

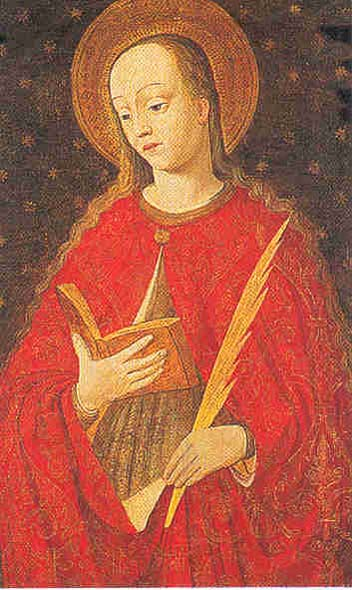
27 січня — День святої Девото

Це список свят Монако. Змінні дати станом на 2016 рік.
- 1 січня — Новий рік
- 27 січня — День Девото
- 28 березня — Пасхальний понеділок (перехідне свято)
- 1 травня — День праці
- 2 травня — День після Дня праці
- 5 травня — Вознесіння (перехідне свято)
- 16 Травень — Трійця (перехідне свято)
- 26 травня — Корпус-Крісті
- 15 серпня — День Успіння
- 1 листопада — День Всіх Святих
- 19 листопада — Національний день / День Суверенного Принца
- 8 грудня — Непорочне зачаття
- 25 грудня — Різдво
- 26 грудня — День після Різдва